# Quelle (postorderbedrijf)
Quelle GmbH (naam uit 2006) is sinds 2 mei 2013 een onafhankelijk postorderbedrijf gevestigd in Burgkunstadt en een dochteronderneming van de Otto Group.
Voorheen was Quelle een Duits familiebedrijf. In 1999 fuseerde Quelle met de warenhuisgroep Karstadt als Quelle Schickedanz AG & Co. In verband met het faillissement van Arcandor (tot 2007 KarstadtQuelle AG) werd het postorderbedrijf Quelle ontbonden en in delen verkocht. Van 2011 tot 2013 was er een Quelle GmbH gevestigd in Hamburg. Het merk “Quelle” opereert sindsdien weer als universeel postorderbedrijf en is nu eigendom van Baur Versand (onderdeel van de Otto Group).

## Geschiedenis

### 1927–1932: Oprichting en eerste jaren

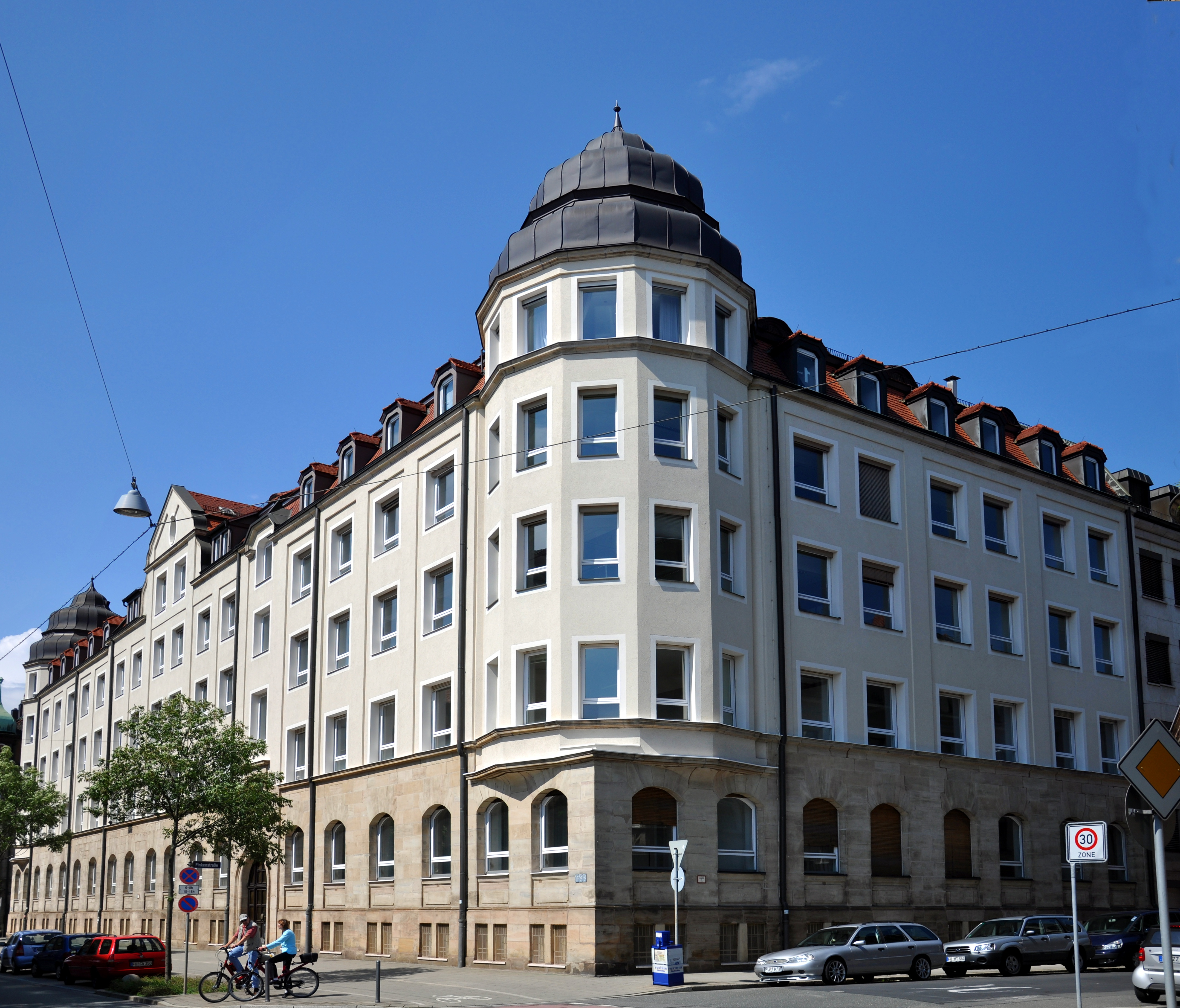
Voormalig Quelle-hoofdkantoor in Fürth

Het bedrijf werd op 26 oktober 1927 opgericht in Fürth door Gustav Schickedanz (1895–1977). Zijn vrouw Anna Schickedanz werkte ook in de bedrijfsleiding. Op 13 juli 1929 stierf ze bij een auto-ongeluk, samen met haar zoon Leo (5) en Gustav Schickedanz's vader Leo Schickedanz (72). Gustav Schickedanz raakte ernstig gewond, zijn dochter Louise (4) bleef ongedeerd.

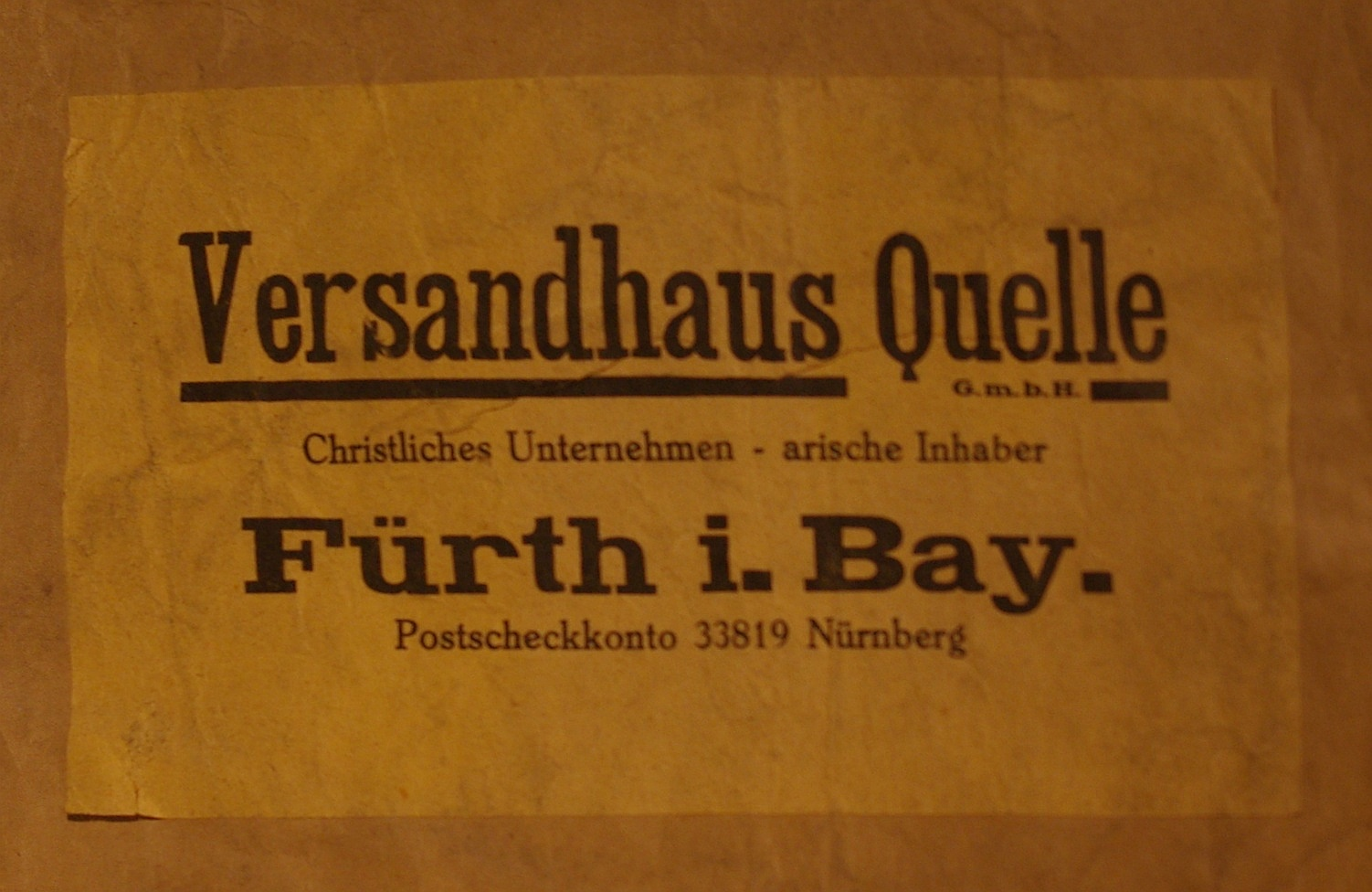
Verpakkingslabel van postorderbedrijf Quelle uit de jaren dertig of veertig met de opmerking “Christelijk bedrijf – Arische eigenaren”

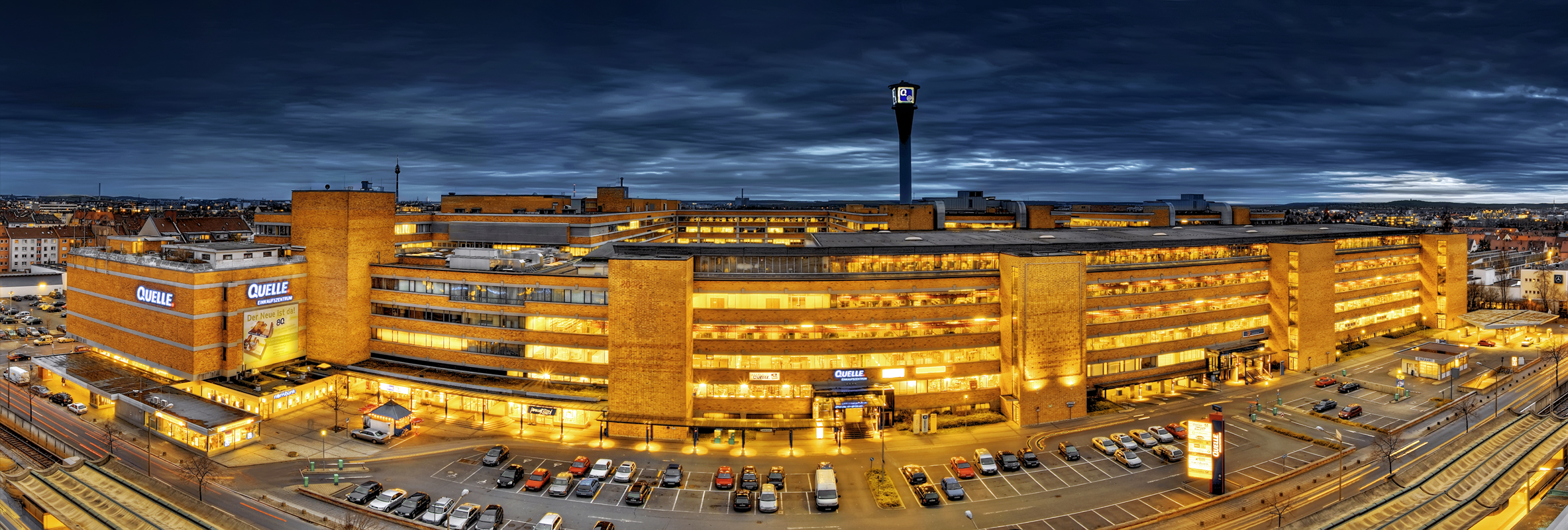
Winkelcentrum Quelle en groot postorderbedrijf in Neurenberg ' s nachts (2007)

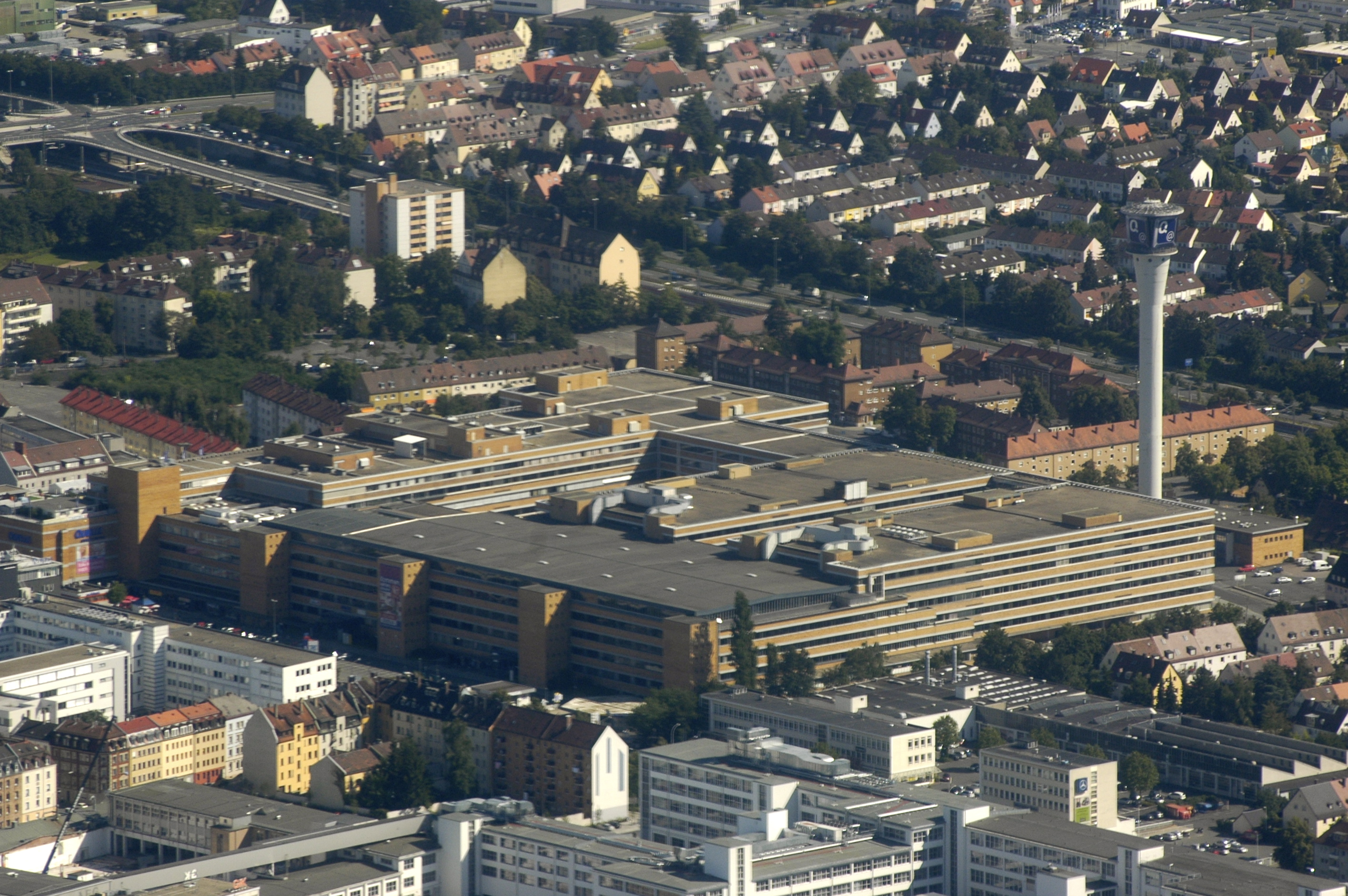
Postorderbedrijf Quelle, warenhuis Quelle en Quelle-toren aan de Fürther Straße in Neurenberg, ontworpen door architect Ernst Neufert (2009)

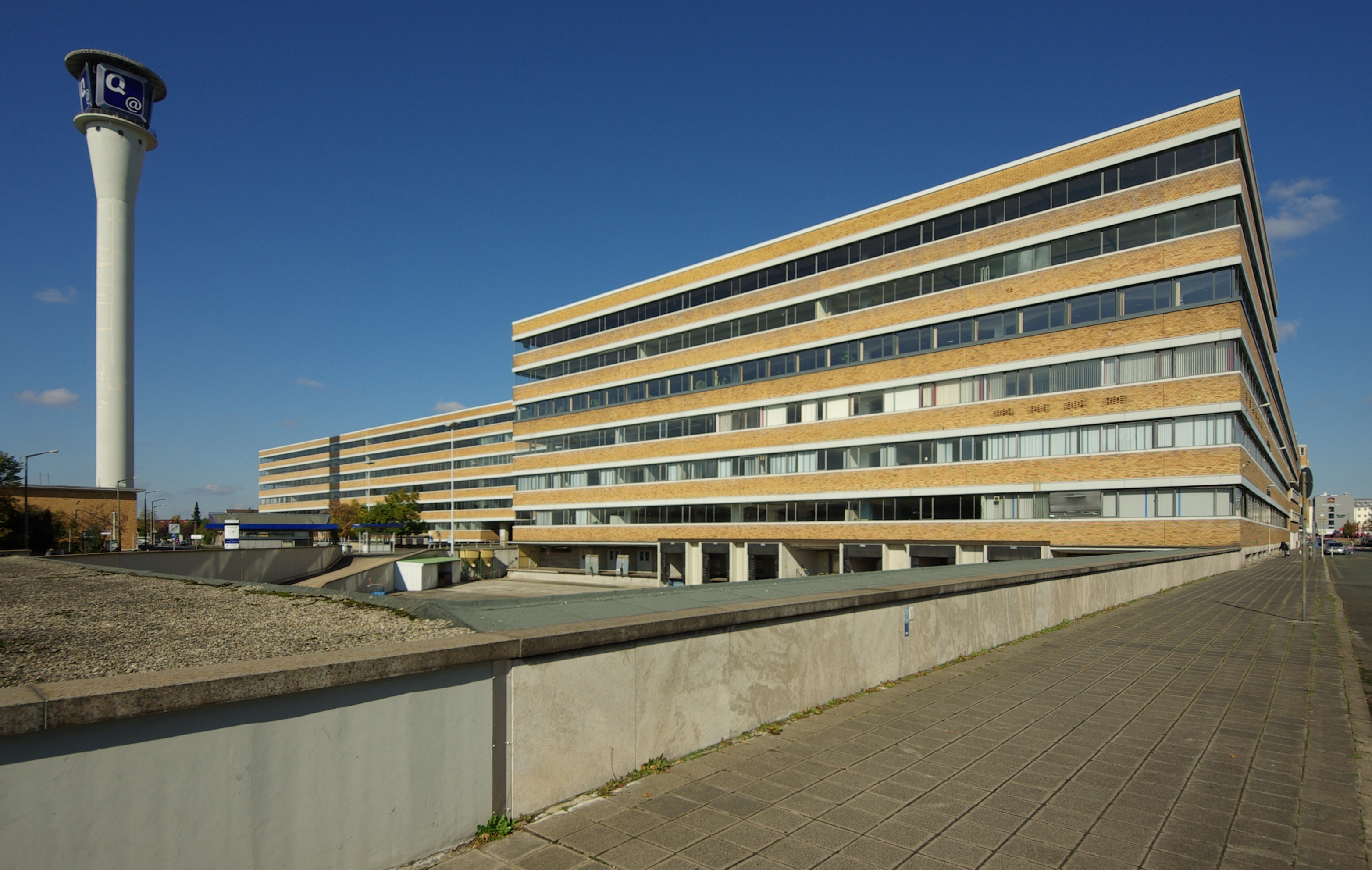
Postorderbedrijf Quelle in Neurenberg, zuidgevel en Quelle-toren (2011)

### 1933–1945: winst van het nationaalsocialisme en de arisering
In november 1932 sloot Schickedanz zich aan bij de NSDAP. In 1935 werd hij raadslid in zijn geboorteplaats Fürth. In 1935 nam Schickedanz de rechten op het merk Tempo, de Vereinigte Papierwerke in Neurenberg, de Geismann-brouwerij en andere bedrijven over van hun voormalige joodse eigenaren, wat hij kon doen in de loop van de zogenaamde Arisering als gevolg van zijn NSDAP-lidmaatschap. In 1938 had het postorderbedrijf Quelle twee miljoen vaste klanten en in 1939 behaalde het een omzet van 40 miljoen Reichsmark. In juni 1942 trouwde Gustav Schickedanz met Grete Lachner (1911–1994), die in 1927 op 15-jarige leeftijd al als leraar bij Quelle werkzaam was bij Schickedanz' eerste vrouw Anna. Op haar 32e verjaardag, op 20 oktober 1943, bracht Grete Schickedanz, dochter Madeleine ter wereld. Ze werd geboren in de schuilkelder van de vrouwenkliniek in Neurenberg.
In 1943 werd het magazijn van het bedrijf Fürth verwoest door geallieerde bombardementen en stopte het postorderbedrijf. 

### 1945–1974: Beroepsverbod, denazificatieproces en een nieuw begin
In 1945 werd Gustav Schickedanz door de geallieerden verboden zijn beroep uit te oefenen, zijn bezittingen werden in beslag genomen en hij werd veroordeeld tot een gevangenisstraf met dwangarbeid, waaruit hij in 1948 werd vrijgelaten. Schickedanz' zus Liesl Kießling nam het fiduciaire beheer van het bedrijf Quelle over. Zijn vrouw Grete Schickedanz opende in 1946 in Hersbruck de eerste Quelle-textielwinkel van de naoorlogse periode. De omzet bedroeg ongeveer 315.000 Duitse mark. 
Vanaf 1948 werd het postorderbedrijf van Quelle herbouwd. Gustav Schickedanz werd pas in maart 1949 door het Hooggerechtshof van Neurenberg geclassificeerd als ‘volgeling’ in de denazificatieprocedure. In de aanklacht stond dat van zijn destijds DM 9,3 miljoen aan bezittingen ruim DM 7 miljoen afkomstig waren van Joods bezit. Schickedanz had tussen 1943 en 1945 met name een grote hoeveelheid land aan zijn vrouw en dochter overgedragen, waaronder de voorheen joodse Camelia-fabriek (voorheen eigendom van de broers Emil en Oskar Rosenfelder) in Heroldsberg en de textielfabriek Ignaz Mayer in Fürth. Maar de “uitstekende relaties” van Schickedanz met de plaatselijke nationaalsocialistische Gauleitung bleven aantoonbaar. Schickedanz werd echter al in 1949 vrijgesproken, vooral uit economische overwegingen. 
Gustav Schickedanz werd in 1949 formeel gerehabiliteerd en kreeg de volmacht over zijn bedrijven terug. Grete Schickedanz werd algemeen vertegenwoordiger en lid van de groepsadviesraad. Geëerd door de stad Fürth in 1952, werd Gustav Schickedanz ereburger van Fürth in 1959.  In 1961 ontving hij de Beierse Orde van Verdienste. Het grote expeditiecentrum werd tussen 1953 en 1969 gebouwd aan de Fürther Straße in Neurenberg. In 1954 bedroeg de omzet van Quelle DM 260 miljoen; talrijke andere bedrijven werden in de groep opgenomen; in 1972 bedroeg de omzet DM 5 miljard. Twee jaar later bedroeg de omzet al DM 6,4 miljard en had het bedrijf 36.000 medewerkers.

### 1975–2009: Van de oprichting van de holding tot het faillissement
Begin 1975 trad Grete Schickedanz toe tot de nieuw gevormde Gustav en Grete Schickedanz Holding KG als persoonlijk aansprakelijke partner. Ze zette zich in voor sociale verbeteringen in haar bedrijf. Op haar initiatief is onder meer de bouw van een bejaardentehuis en een kleuterschool in Fürth gerealiseerd. Ook implementeerde ze een progressieve ouderdomspensioenregeling voor Quelle-werknemers, die pas jaren later in de wet werd vastgelegd. Voor haar prestaties ontving Grete Schickedanz onder meer het Großen Bundesverdienstkreuz (1976) met ster (1981) en schouderlint (1991), de Bayerischen Verdienstorden (1979), het ere-senatorschap van de Universiteit van Tübingen (1978), het hoogleraarschap van de Republiek Oostenrijk (1981), de Gouden Burgermedaille van Fürth (1978) en het ereburgerschap van Fürth (1981) en Hersbruck (1981).
Na de dood van Gustav Schickedanz op 27 maart 1977 nam zijn weduwe de leiding van het postorderbedrijf Quelle over. In het voorjaar van 1983 nam Grete Schickedanz ontslag uit haar management- en toezichthoudende functies. De ondernemersbelangen van haar dochter Madeleine Schickedanz werden vervolgens overgenomen door haar eerste echtgenoot Hans-Georg Mangold, met wie ze in 1965 trouwde, en later door haar tweede echtgenoot Wolfgang Bühler, die tot hun scheiding in 1997 in de bedrijfsleiding werkte. De echtgenoot van dochter Louise, Hans Dedi, zat van 1977 tot 1989 eveneens in de bedrijfsleiding. In 1999 werd Quelle omgezet in een naamloze vennootschap (Quelle Schickedanz AG & Co.) en samengevoegd met de warenhuisgroep Karstadt AG om KarstadtQuelle AG te vormen, en vanaf 2007 Arcandor AG.
Volgens de Arcandor Group werd Quelle AG op 1 januari 2006 Quelle GmbH. Konrad Hilbers leidde het bedrijf als voorzitter van de raad van bestuur, ondersteund door tweede directeur Wolfgang Binder. Quelle was het grootste bedrijf binnen de Arcandor-postordergroep Primondo, waarin sinds maart 2007 alle postorderactiviteiten van de groep gebundeld waren.
Op 9 juni 2009 vroeg Quelle GmbH Deutschland het faillissement aan. Op 16 november 2009 vroeg de grootste buitenlandse dochteronderneming, Quelle AG Österreich, het faillissement aan. De naamrechten op Quelle werden in november 2009 gekocht door concurrent Otto Group.
Begin juni 2023 werd Quelle Österreich samengevoegd met het online postorderbedrijf Universal. 

### 2011–2013: Nieuwe webshop
In augustus 2011 werd onder de naam www.quelle.de een online marktplaats opgezet waar verkopers hun goederen konden aanbieden.  Door gebrek aan succes werd de online marktplaats op 1 mei 2013 stopgezet. Sinds 2 mei 2013 is  www.quelle.de een postorderbedrijf van Universal.

## Locaties en verkoopkanalen

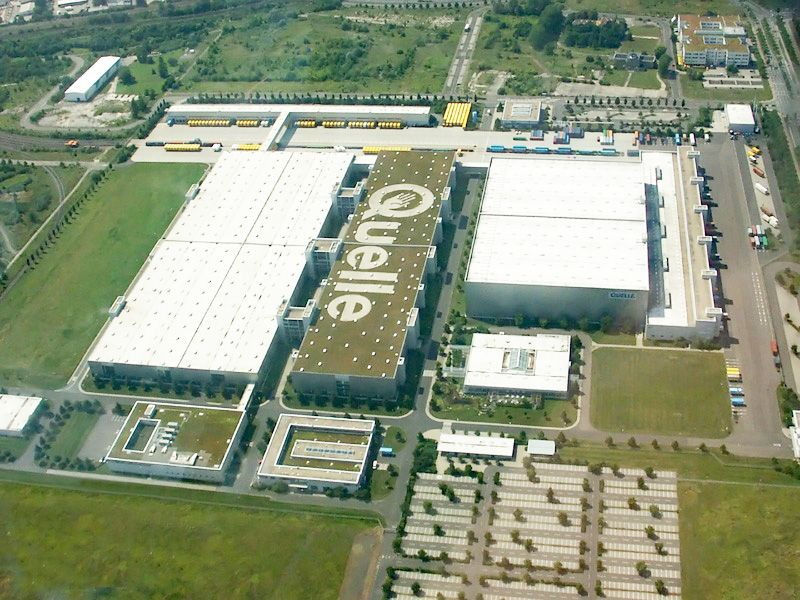
Het voormalige expeditiecentrum Quelle in Leipzig-Mockau (2008)

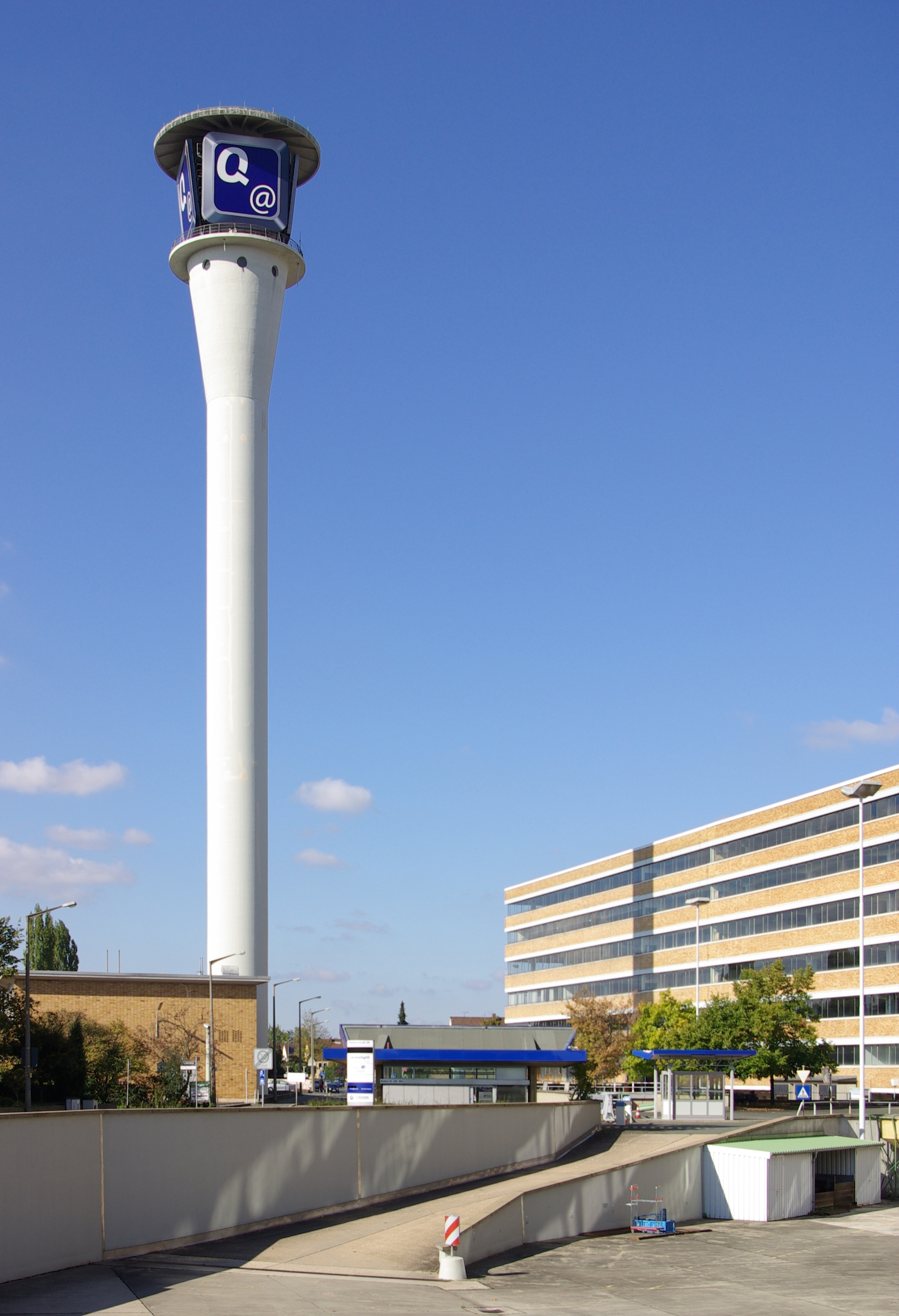
De 90 meter hoge Quelle-toren in Neurenberg (2011)

Het bedrijf Quelle was grotendeels gevestigd in Fürth en Neurenberg (Beieren) en in Leipzig (Saksen) en had in heel Europa ongeveer 8.000 mensen in dienst. Dit waren onder meer de medewerkers van de binnenlandse dochterondernemingen (zoals Profectis, Foto Quelle, SB-Gross Handels-GmbH) en de dochterondernemingen in het buitenland (Estland, Griekenland, Italië, Kroatië, Letland, Litouwen, Polen, Oostenrijk, Roemenië, Rusland, Zwitserland, Slowakije, Slovenië, Tsjechië, Turkije, Oekraïne en Hongarije).
Een groot deel van de postorders werd afgehandeld via zogenaamde verzamelorders. Quelle gaf kortingen als meerdere klanten of families samen hun bestelling plaatsten. Dit ontwikkelde zich tot een bijzonder verkoopkanaal dat sterk werd ondersteund door het bedrijf, wat uiteindelijk leidde tot particuliere winkeltjes. Ook de verkoop op krediet was van groot belang. Kleine leningen werden door de aangesloten bank (aanvankelijk Noris Kaufhilfe, later Norisbank of Noris consumer bank GmbH) verstrekt zonder grote formaliteiten of zekerheden.
Quelle had 18 nationale bedrijven (inclusief Duitsland). Drie dochterondernemingen (Profectis, Foto Quelle en SB – Gross Handels–GmbH) ondersteunde de kernactiviteiten.
Quelle was een van de grootste klanten van Deutsche Post omdat Quelle, in tegenstelling tot Hermes van postorderbedrijf Otto, niet over een eigen pakketbezorgbedrijf beschikte. Grote artikelen die niet per post konden worden verzonden, werden via expediteurs naar de klant gebracht. Quelle zag zichzelf als een multichannelbedrijf met de verkoopkanalen e-commerce, catalogus, winkels, mobiele telefoons en het telewinkelkanaal HSE24.
Het postorder- en warenhuisgebouw van het bedrijf aan de Fürther Straße in Neurenberg heeft al jaren een monumentenstatus.  De laatste verkoopdag was de vierde zaterdag van de advent (19 december 2009) in 2009. De curator probeerde eerder de resterende goederen ter waarde van € 50 miljoen te verkopen aan externe partijen. De laatste medewerkers werden op 28 februari 2010 ontslagen. Het grootste deel van het gebouw staat sinds 2009 leeg. Ongeveer 30.000 m² was verhuurd als tijdelijk gebruik voor een school en kunstenaarsateliers. Het pand staat sinds 2017 volledig leeg en is afgezet met een bijna 2 km lang bouwhek. Het gebouw werd in 2015 via een verplichte veiling voor 16,8 miljoen euro verkocht aan de Portugese winkelcentra-uitbater Sonae Sierra. Met 250.000 m² is het gebouw na de luchthaven Berlijn-Tempelhof het grootste leegstaande pand in Duitsland. In juni 2018 verkocht Sonae Sierra het gebouw aan de Düsseldorfse vastgoedontwikkelaar Gerchgroup. Alle eerdere plannen om het leegstaande gebouw nieuw leven in te blazen mislukten vanwege financiering of monumentenbescherming. Volgens de eerste informatie wilde de Gerchgroup het gebouw voornamelijk ombouwen voor residentieel en commercieel gebruik. Het voormalige ketelhuis van het gebied moest van de ontwikkeling worden uitgesloten en in gebruik blijven door het Quelle-Künstlerkollektivs. De renovatie begon in 2021, waarbij het de bedoeling dat het onder meer een centrum voor het stadsbestuur zou worden onder de naam ‘The Q’. 
De Gerchgroup vroeg in augustus 2023 het faillissement aan en in september 2023 werden alle bouwwerkzaamheden op korte termijn stopgezet.

### Winkels
Vooral de Quelle-partnerfilialen, voorheen bekend als “Quelle-Agenturen”, waren zeer bekend. Hun aantal is sinds 2004 teruggebracht van 6.000 naar 1.600 (vanaf juni 2009). Het waren juridisch onafhankelijke winkels die werkten op commissiebasis.
Tot de jaren tachtig was Quelle een van de vijf grote Duitse warenhuisketens. Een deel van de Quelle-warenhuis-filialen werd vanaf begin jaren negentig voortgezet door Hertie Waren- und Kaufhaus GmbH. Daarnaast werden in ongeveer 120 steden techniekwinkels (“Quelle-Technorama”) geopend, die later ook delen van gesloten warenhuizen overnamen. 

### Catalogi
De hoofdcatalogus van Quelle had in het herfst/winterseizoen 2009 een oplage van ongeveer acht miljoen exemplaren en kostte 20 miljoen euro om te produceren. Quelle Duitsland publiceerde ook meer dan 20 speciale catalogi.
Naast maandelijkse catalogi werden er ook onregelmatig verzonden promotiecatalogi met verlaagde prijzen, stopgezette artikelen en resterende voorraden. Van tijd tot tijd ontvingen vaste klanten catalogi met een harde kaft.

### Huismerken
Naast merkartikelen verkocht Quelle tal van eigen merken. De producten daarachter werden veelal geleverd door bekende fabrikanten en waren voor de Quelle-merken vaak vereenvoudigd qua ontwerp en technologie om een lagere prijs te rechtvaardigen. Bekende voorbeelden zijn:
- Quellux: huismerk vóór de introductie van Privileg in 1964
- Privileg: vanaf 1964, merk voornamelijk voor huishoudelijke en keukenapparatuur, maar ook voor kantoorapparatuur zoals typemachines en rekenmachines
- Universum: consumentenelektronica en multimedia
- Simonetta: radio- en bandrecorders
- Good Play: speelgoed
- Casamaxx: meubilair.

### E-commerce en teleshopping
Naast zijn catalogus was Quelle GmbH een van de eerste Duitse postorderbedrijven die gebruik maakte van internet als medium. Op het gebied van e-commerce concurreerde het bedrijf met bedrijven als Amazon.com en Ebay. 
Klanten konden ook via hun mobiele telefoon op quelle.de winkelen en de producten direct bestellen. Sinds 2008 verkoopt Quelle vooral keukens via de shoppingzender HSE24. HSE24 behoorde net als Quelle tot de Primondo-groep.

### Dochterondernemingen
In de loop van de tijd richtte Quelle talloze dochterondernemingen op die naast of in verband met postorderbedrijven ook andere producten en diensten aanboden. Sommige hiervan werden later onafhankelijke bedrijven.
- Foto-Quelle: Fotowerken en artikelen. In 2009 overgenomen door ORWO en in 2023 als merk volledig uit de markt gehaald door ORWO.
- Reise Quelle: touroperator. Nadat het was opgenomen in de Arcandor Group, werd het geïntegreerd in zijn reisdochter Thomas Cook.
- Norisbank: Kredietbank die oorspronkelijk werd opgericht om kleine leningen te verstrekken bij de aankoop bij Quelle. De bank werd later onafhankelijk werd en werd overgenomen door Deutsche Bank.
- Profectis Technischer Kundendienst: Reparatieservice voor allerlei Quelle producten, later ook voor producten van Neckermann en Karstadt. Verkocht na het faillissement van Quelle en voortgezet als zelfstandig bedrijf. Het bedrijf maakte voor het laatst deel uit van MediaMarktSaturn, maar was niet winstgevend en werd eind 2019 gesloten.
- SB–Gross Handels–GmbH: groothandel
- Apollo-Optik: opgericht in 1969 als optiekketen. Werd onafhankelijk in 1972.
- Küchen-Quelle: De keukenleverancier werd in 2009 uit de failliete boedel afgescheiden en bestond tot mei 2023. Het bedrijf vroeg in november 2022 het faillissement aan. Een sanering van de onderneming kon niet succesvol worden afgerond.
- Madeleine Mode: Het modebedrijf met hoofdkantoor in Zirndorf, genoemd naar de dochter van het zakenkoppel Gustav en Grete Schickedanz, vroeg in november 2023 het faillissement aan. Tegelijkertijd trok de laatste investeerder zich terug, waardoor het bedrijf op 31 december 2023 zijn activiteiten staakte en de 230 resterende werknemers ontsloeg.

### Gerelateerde bedrijven
Naast Quelle GmbH opereerden nog andere bedrijven onder de naam “Quelle”, waaronder het in Linz gevestigde Quelle AG, het in St. Gallen gevestigde Quelle Versand AG, het in Essen gevestigde Karstadt Quelle Information Services GmbH en andere bedrijven in de diensten- en vastgoedsector. 

## Het faillissement van Arcandor-Quelle
Op 9 juni 2009 vroeg Arcandor voor zichzelf en Quelle het faillissement aan bij de rechtbank van Essen. De werknemers bleven drie maanden lang salarisbetalingen ontvangen via voorfinanciering van insolventiegelden, uiteindelijk uit middelen van het arbeidsbureau, omdat de zaken door moesten blijven gaan.
Op 29 juni 2009 kwamen hooggeplaatste vertegenwoordigers van de federale regering en de deelstaten Beieren en Saksen, in strijd met de aanbevelingen van de federale minister van Economische Zaken Zu Guttenberg een dringende massalening overeen voor het postorderbedrijf met een bedrag van € 50 miljoen. De federale overheid stelde de helft van de lening, € 25 miljoen, ter beschikking. De deelstaat Beieren € 20,5 miljoen euro en de deelstaat Saksen € 4,5 miljoen euro.  Deze lening liep tot en met 31 december 2009. De staatslening was noodzakelijk geworden om de activiteiten voort te kunnen zetten en in het bijzonder om het drukken van de herfst-wintercatalogus 2009 veilig te stellen, waarvan het drukken en de levering tijdelijk werd opgeschort door de drukkerijen Schlott en Prinovis vanwege Quelle's insolventie.
Op 1 september 2009 werd de faillissementsprocedure geopend voor Quelle GmbH en werd de Keulse advocaat Klaus Hubert Görg aangesteld als curator . Volgens de Financial Times Deutschland kondigde curator Klaus Hubert Görg op 19 oktober 2009 aan dat het postorderbedrijf Quelle moest worden geliquideerd. De door Görg opgegeven reden was dat na vruchteloze onderhandelingen met een groot aantal investeerders “de curator en de crediteurencommissie geen alternatief meer zien voor de liquidatie van Quelle Duitsland.” Görg kondigde een personeelsvergadering in Neurenberg aan voor de middag van 20 oktober 2009. Het besluit tot liquidatie werd formeel bevestigd tijdens een schuldeisersvergadering op 11 november 2009. 

## Gevolgen van het faillissement

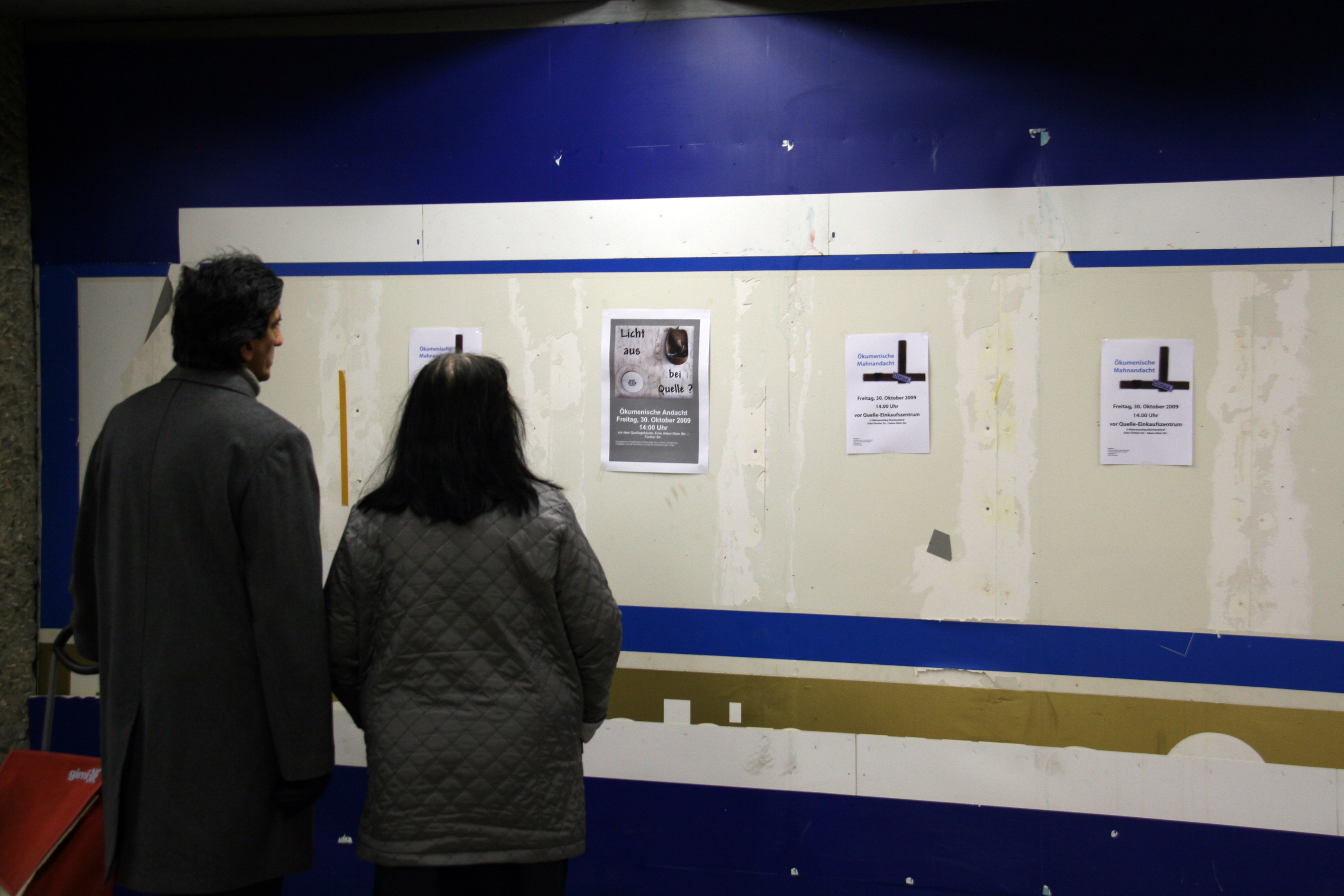
Protestacties van medewerkers tegen de sluiting van het postorderbedrijf in Neurenberg

De afbouw van het bedrijf begon met een verkoop van inventaris die liep van 1 november tot kort voor Kerstmis 2009 door het verlenen van grote kortingen op de catalogusprijzen. De verkoop via het internetportaal quelle.de werd op 30 november 2009 stopgezet vanwege vermeende hoge kosten, waardoor op 1 december 2009 1.300 werknemers werkloos werden. De ongeveer dertig techniekvestigingen die als gevolg van het faillissement overbleven, werden kort voor Kerstmis 2009 gesloten nadat ze betrokken waren bij de uitverkoop. 
In oktober 2009 toonde het postorderbedrijf Otto interesse in de speciale postorderbedrijven van Primondo: Baby-Walz, Elégance, Hess Natur en de buitenlandse dochterondernemingen van Quelle GmbH. 
Omdat in het verleden in de regio Neurenberg/Fürth een groot aantal grotere bedrijven zoals Grundig AG en AEG moesten worden opgegeven, werd de regio geconfronteerd met een nieuw structureel probleem. Als gevolg van het faillissement van het bedrijf verwachtte de stad Fürth een stijging van de werkloosheid met ruim vijf procent, terwijl Rainer Bomba, toenmalig hoofd van het Beierse arbeidsbureau, verwachtte dat het werkloosheidspercentage in Neurenberg met ruim drie procentpunten zou stijgen (van 8,8 naar 12%) begin november. Vanaf 1 november moesten ongeveer 4.000 werknemers zich als werkloos registreren bij het arbeidsbureau. Om deze toeloop het hoofd te bieden, werd een tijdelijke afdeling van het arbeidsbureau opgericht bij het postorderbedrijf Quelle in Neurenberg in huis. Quelle GmbH had onlangs in totaal ongeveer 3.300 medewerkers. De 4.000 werknemers die vanaf begin november in de regio Neurenberg werkloos werden, waren grotendeels ook werknemers van andere Primondo-dochterondernemingen.

### Impact op DHL
De logistieke partner van Deutsche Post AG, DHL, kondigde aan dat het als gevolg daarvan de locaties in Bochum, Lehrte en Neurenberg volledig zou sluiten en administratieve functies in Frankfurt am Main zou schrappen. In totaal werden ongeveer 960 werknemers getroffen.

### Impact op buitenlandse bedrijven
Ook de Oostenrijkse dochteronderneming met ongeveer 1.100 medewerkers werd getroffen door het faillissement van Quelle GmbH. Nadat er voor Quelle Oostenrijk geen investeerder kon worden gevonden, werd op 16 november 2009 de faillissementsprocedure geopend. Het voormalige nationale bedrijf werd opgesplitst en het onlineportaal werd begin 2011 nieuw leven ingeblazen door de Otto Group, die eigenaar is van de merkrechten op Quelle. Het Quelle-portaal in Zwitserland verwijst sinds 1 maart 2023 naar postorderbedrijf Ackermann.
Als gevolg van de faillissementen en de daaropvolgende verkopen van enkele buitenlandse bedrijven van het postorderbedrijf waren veel voormalige Quelle-websites niet meer toegankelijk. Onder de naam Quelle heeft de Otto Group zowel het Oostenrijkse als het Zwitserse onlineportaal nieuw leven ingeblazen en bleef de groep ook het Russische portaal exploiteren. Het Roemeense adres verwijst naar Quick24 (SC Quick 24 Mail Order Services SRL), het hernoemde voormalige nationale bedrijf van Quelle, dat werd gekocht door een Roemeense investeringsmaatschappij. Het portaal in Hongarije verwijst naar de online portalen van de Otto Groep in dit land.

### Gevolgen voor Privilege
Op 3 november werd de verkoop van wasmachines en koelkasten van Quelle's eigen merk Privileg stopgezet omdat leveranciers een eigendomsvoorbehoud hadden geregistreerd en de reeds aan Quelle geleverde apparaten gedeeltelijk hadden opgehaald. Curator Görg zag zich genoodzaakt dreigende ontoereikende bezittingen bij de arrondissementsrechtbank van Essen te melden. Op 6 november hebben diverse Quelle-leveranciers een strafrechtelijke klacht ingediend tegen curator Görg, omdat hij beloofde betalingen niet zou hebben gedaan.  Vanaf 1 december 2009 zou witgoed in de techniekvestigingen weer onder de merknamen verkocht kunnen worden, omdat er passende afspraken gemaakt konden worden met de leveranciers.

## Verkoop van bedrijfsonderdelen
Begin november 2009 werd bekend gemaakt dat de merknaam Quelle, inclusief de klantgegevens voor Duitsland en de Centraal-Oost-Europese buitenlandse markten, zou worden verkocht aan de Otto Groep. Als enige buitenlandse dochteronderneming zou de Russische activiteiten van Quelle ook aan Otto worden verkocht en onder de oude naam verder worden geëxploiteerd. Als voorwaarde voor de goedkeuring door de mededingingsautoriteit werd op 17 februari 2010 bepaald dat de daarmee verworven Quelle-merken, zoals Universum, Webschatz of Casamaxx, moesten worden doorverkocht en dat hun kopers ook toegang zouden krijgen tot de klantgegevens van Quelle. De enige uitzondering hierop is het merk Privilege. Op 19 maart 2010 begon de Otto Groep met het nieuw leven inblazen van de Duitse Quelle-website, die tijdelijk verwees naar de verschillende Otto-merken en hun online portalen. 
Op 10 november maakte de faillissementsadministratie van Arcandor bekend dat de telewinkelzender HSE24 was verkocht aan de Franse financiële investeerder Axa Private Equity. De callcenters in Cottbus en Emden, die ook zaken voor HSE24 afhandelen, werden overgenomen door de outsourcingdienstverlener Walter Services uit Ettlingen.
Het merk Küchen-Quelle met de volledige bedrijfsvoering, 150 medewerkers en de bijbehorende keukenstudio's (met uitzondering van de vestiging in Hamburg) werd overgenomen door  het investeerdersconsortium Franken van de ondernemers Alexander Fackelmann, Hannes Streng en de voormalige manager van Küchen Quelle, Bernd Warnick en het bedrijf MittelstandsInvest opgericht door Christian Bühler (zoon van Madeleine Schickedanz) als aandeelhouders. Sinds 20 november 2009 opereerde het bedrijf, dat gespecialiseerd is in de verkoop van keukens in heel Duitsland, als onafhankelijke Küchen-Quelle GmbH.
Privileg, het handelsmerk voor huishoudelijke apparaten, werd door de Otto Group verkocht aan de Amerikaanse fabrikant van huishoudelijke apparaten Whirlpool. De exclusieve distributierechten voor Duitsland en Oostenrijk bleven echter bij Otto. 
Foto Quelle is eind november 2009 overgenomen door ORWO Net uit Wolfen.
Op 18 december 2009 werd aangekondigd dat de service- en reparatieaanbieder Profectis, die de technische klantenservice verleende bij Quelle, zou worden overgenomen door de dienstverlener RTS Elektronik Systeme GmbH, gevestigd in Wolnzach in Oberbayern. Het hoofdkantoor van Profectis bleef in Fürth.
De vier buitenlandse Quelle-bedrijven in Polen, Tsjechië, Slowakije en de Baltische staten met Estland en Letland zijn op 21 januari 2010 verkocht aan het Zweedse postorderbedrijf Halens. De postorderactiviteiten daar werden voortgezet onder de naam Halens, de voormalige onlineportals van Quelle zijn niet meer actief. Het Roemeense postorderbedrijf Quelle werd verkocht aan de Panatek Investment Group, die sinds oktober 2010 het online postorderbedrijf beheert onder de nieuwe naam Quick24. Quelle bekleedde de leidende positie in de postordersector in Roemenië.
In februari 2010 werd aangekondigd dat Dr. Hein GmbH uit Neurenberg de speciale Quelle-catalogus Gesünder leben wilde voortzetten. Het werd officieel gelanceerd in een gefaseerd concept onder de naam Dr.Hein Gesundheitwelt op 30 november 2010 in Neurenberg. 
Nadat de merkrechten op de naam Quelle al aan de Otto Groep waren verkocht, nam het postorderbedrijf samen met zustermerk Ackermann ook het Zwitserse bedrijf Quelle over. Beide portalen zijn sinds juli 2010 weer actief en worden beheerd via Otto's Oostenrijkse dochteronderneming Unito Versand & Services GmbH. De Oostenrijkse dochteronderneming hervatte op 1 januari 2011 ook de postorderactiviteiten in Oostenrijk met een nieuwe Quelle-website onder de merknaam Quelle. De website www.quelle.de werd op 10 augustus 2011 opnieuw gelanceerd als online marktplaats. Deze marktplaats werd op 1 mei 2013 stopgezet wegens gebrek aan succes. Sinds 2 mei 2013 is Quelle.de weer een universeel postorderbedrijf met het kernassortiment technologie en meubilair en wordt, na het succes in Zwitserland, ook beheerd door Unito Versand & Services (onderdeel van Baur Versand).